# Teodozjusz I Wielki
Teodozjusz I Wielki, Flavius Theodosius, Theodosius I (ur. 11 stycznia 347, zm. 17 stycznia 395) – ostatni cesarz władający zarówno wschodnią, jak i zachodnią częścią cesarstwa rzymskiego. Panował od 379 roku, początkowo wspólnie z Gracjanem (do 383) i Walentynianem II (do 392), później samodzielnie. Podczas jego rządów Goci przejęli kontrolę nad Ilirią i osiedlili się na południe od Dunaju w obrębie granic cesarstwa. Był autorem dekretów, które w praktyce uczyniły chrześcijaństwo nicejskie religią państwową w Imperium Romanum.
Z pierwszą żoną, Aelią Flacyllą, miał synów: Arkadiusza i Honoriusza oraz córkę Pulcherię. Po śmierci żony w 386 roku Teodozjusz ożenił się z Gallą – siostrą Walentyniana II – z którą miał córkę Gallę Placydię.

## Objęcie władzy i konflikt z Gotami
Teodozjusz, syn wybitnego wodza z Hiszpanii straconego w niejasnych okolicznościach w 376 roku, został cesarzem w wyniku śmierci swego poprzednika, Walensa, w bitwie pod Adrianopolem w 378 roku podczas wojny ze zbuntowanymi Gotami w Tracji. Gracjan, cesarz Zachodu, mianował w 379 roku Teodozjusza augustem Wschodu, przysłał posiłki i powierzył mu rozprawę z barbarzyńcami. Mimo pomocy z Zachodu i nasilonej rekrutacji do armii na Wschodzie, nie udało się wyprzeć Gotów zasilanych dodatkowo przez kolejne oddziały przybywające z Kotliny Karpackiej i stepu czarnomorskiego. Teodozjusz uciekł się do dyplomacji – wykorzystał skłócenie barbarzyńców, przeciągał słabsze grupy na swoją stronę i w 382 roku udało mu się zawrzeć pokój ze wszystkimi. Goci zostali foederati – sprzymierzeńcami Rzymu – osiedli nad dolnym Dunajem, otrzymali szeroką autonomię, ale byli zobowiązani dostarczać cesarstwu żołnierzy, choć tylko oddziałów posiłkowych, walczących pod niezależnym, gockim, dowództwem. Warunki te, dla wielu Rzymian skandaliczne, pozwoliły uspokoić sytuację na granicy i odbudować armię cesarską na Wschodzie. Teodozjusz zyskał wśród barbarzyńców duży autorytet, co sprawiło, że dotrzymywali zobowiązań do jego śmierci.

## Polityka religijna
Od początku swego panowania opowiadał się w sposób konsekwentny po stronie przeciwników arianizmu. 28 lutego 380 roku wydał ustawę nazwaną edyktem tesalońskim, w której pisał: Chcemy widzieć wszystkie ludy, które podlegają miłościwej władzy Naszej Łaskawości, żyjące w wierze, jaką przekazał Rzymianom Apostoł Piotr i którą głosi się tak jak niegdyś także dzisiaj, i którą wyznaje, jak każdy wie, papież Damazy i biskup Piotr z Aleksandrii (...). Nakazałem, żeby ten tylko, kto przestrzega tego prawa, mógł przybrać imię katolika, a wszyscy inni jako nierozumni i szaleni byli napiętnowani hańbą nauki heretyckiej. Winni oni spodziewać się przede wszystkim pomsty Bożej, a następnie naszej kary stosownie do decyzji, którą powzięliśmy z natchnienia niebieskiego.
Mocą tej ustawy herezja stała się przestępstwem ściganym przez państwo. W styczniu 381 Teodozjusz zarządził, że heretycy (niektórych wymieniono z imienia) muszą oddać pomieszczenia kultowe prawowiernym biskupom. Heretycy nie mogli wyświęcać swych duchownych; tym, którzy byli już wyświęceni, odmawiano uznania ich kościelnej godności. Nie wolno im było nauczać swej wiary, urządzać synodów. W tym samym 381 roku uregulowano także sprawę wyznania w zakresie jurysdykcji kościelnej na terenie całego cesarstwa. Sobór ekumeniczny zwołany 1 maja 381 do Konstantynopola, który m.in. miał rozstrzygnąć spór o pewne katedry biskupie, uchwalił formułę, która przez dołączenie Ducha Świętego czyniła symbol nicejski wyznaniem wiary w Trójcę Świętą. Zwane jest Nicejsko-konstantynopolitańskim wyznaniem wiary.
Dalsze postanowienia soboru jeszcze bardziej niż dotychczas dostosowały organizację kościelną do struktury imperium. Biskup, którego siedzibą była stolica diecezji państwowej, uzyskiwał pierwszeństwo nad innymi metropolitami. Biskup Konstantynopola miał zajmować w hierarchii miejsce za biskupem Rzymu, ponieważ jego miasto było "drugim Rzymem".
Teodozjusz wprawdzie otworzył zgromadzenie soboru konstantynopolitańskiego w paradnej sali swego pałacu, ale nie uczestniczył w jego dalszych obradach, z daleka nadzorując to, co się działo. Po zamknięciu obrad cesarz potwierdził swym edyktem decyzje soboru.

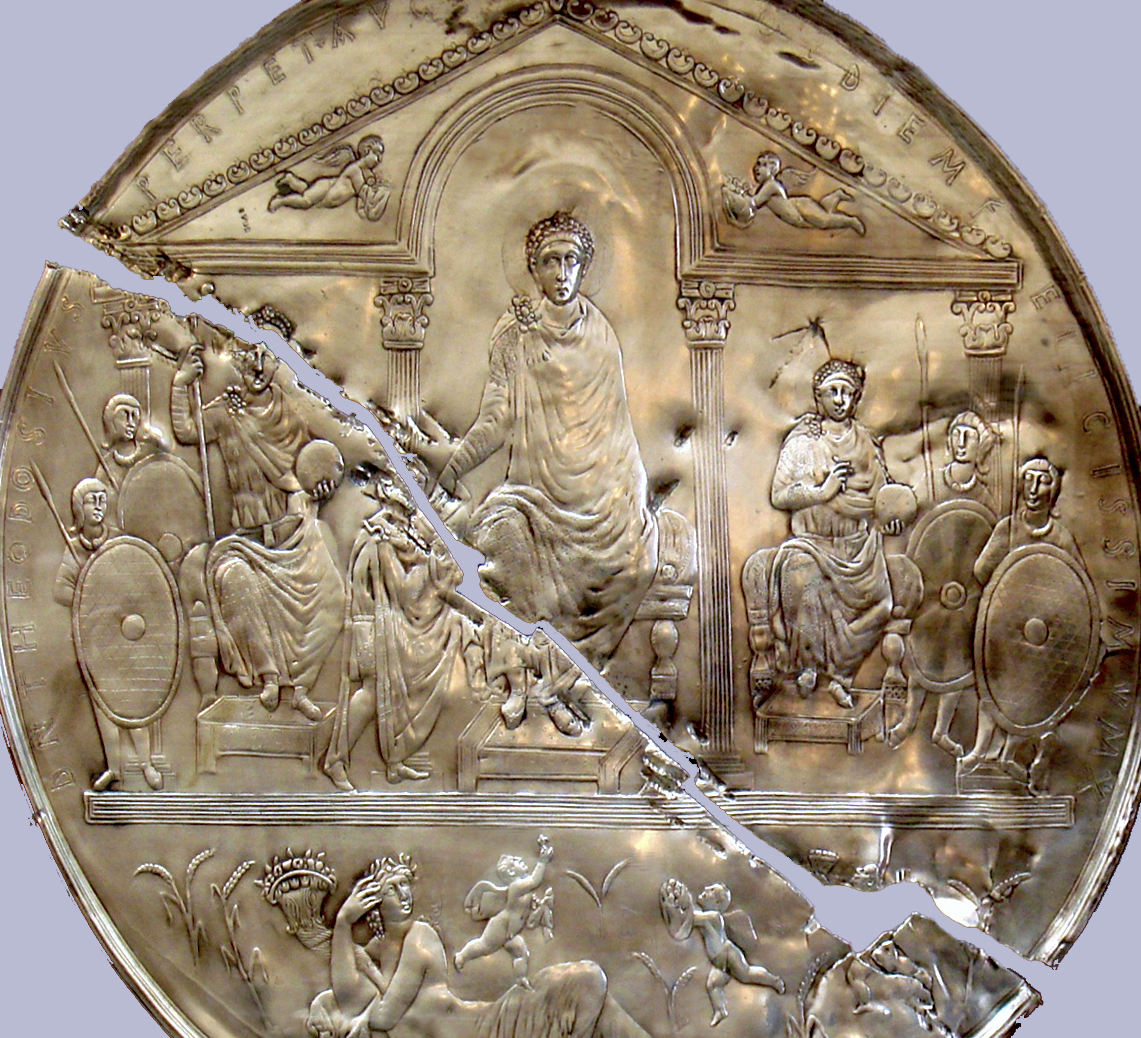
Tzw. Missorium Teodozjusza (388 n.e.)

Wkrótce cesarz wydał dalsze zarządzenia wykonawcze do zasadniczej ustawy: nakazano przyłączenie kościołów heretyckich i odebrano manichejczykom prawo wyznawania ich wiary. Dla rozwiązania innych kwestii odbyły się w 382 i 383 synody w Konstantynopolu. Przy okazji drugiego poczyniono próbę nakłonienia heretyckich przywódców do zgody. Ponieważ nie udało się to, formuły wyznaniowe heretyków musiały zostać przedłożone cesarzowi do rozstrzygnięcia. Teodozjusz jednak podarł petycje na oczach autorów.
W 388 roku Teodozjusz wydał zakaz publicznych dysput na tematy doktrynalne. Heretycy mieli drastycznie ograniczone prawa obywatelskie. Jeżeli należeli do elity, tracili swe stanowe przywileje, a także prawo do sprawowania urzędów. Ograniczeniu ulegała także ich zdolność do przekazywania majątku testamentem i przyjmowania legatów; nie mogli też być prawnymi opiekunami. Podobna była sytuacja apostatów. Manichejczycy i zbliżone do nich grupy wymienione w ustawie podlegały surowszym represjom: usuwano ich z obszaru imperium, a ci, którzy ważyliby się wrócić, narażali się na karę śmierci.
Z inicjatywy cesarza przystąpiono do systematyczniejszego egzekwowania wcześniejszych ustaw o zamknięciu pogańskich miejsc kultu w tych miejscowościach, w których te ustawy pozostały martwą literą. Symbolem przegranej pogaństwa stało się zniszczenie Serapejonu w Aleksandrii. Zburzona została również E-hulhul (Dom radości) – główna świątynia boga Sina w Harranie (ok. 382). Ograniczono również prawa Żydów.
Teodozjusz gorliwie umacniał pozycję ortodoksyjnego kościoła przez działalność legislacyjną, raczej wspierał sprawy kościelne. Taki rodzaj patronatu z pewnego dystansu, wsparty legislacją, zgodną z intencjami przywódców Kościoła katolickiego na ogół im odpowiadał. Jednak nie wszystko, co czynił Teodozjusz, było zgodne z ich stanowiskiem. Cesarz próbował ograniczyć zasięg kościelnego azylu, wyłączając z niego pewne kategorie przestępców (zwłaszcza dłużników skarbu państwa), a także zmniejszyć zakres kościelnych interwencji w dziedzinie sądownictwa. Ustawa nakazująca mnichom opuścić miasta, choć była po myśli wielu biskupów, mających trudności z niełatwym do opanowania, anarchistycznym żywiołem, nie mogła wzbudzać entuzjazmu w tak radykalnej formie; nie wszędzie mnisi byli źle widziani przez kler.
W 391 roku wydał surowy zakaz składania ofiar, odwiedzania świątyń i oddawania czci posągom.
W 392 roku (niektóre źródła podają 380 oraz 395 rok) zakazał wyznawania innych religii niż chrześcijaństwo, podnosząc je do rangi religii państwowej. Zakazał organizacji starożytnych igrzysk olimpijskich (393), uznając je za relikt pogaństwa.

## Konflikt z biskupem Ambrożym

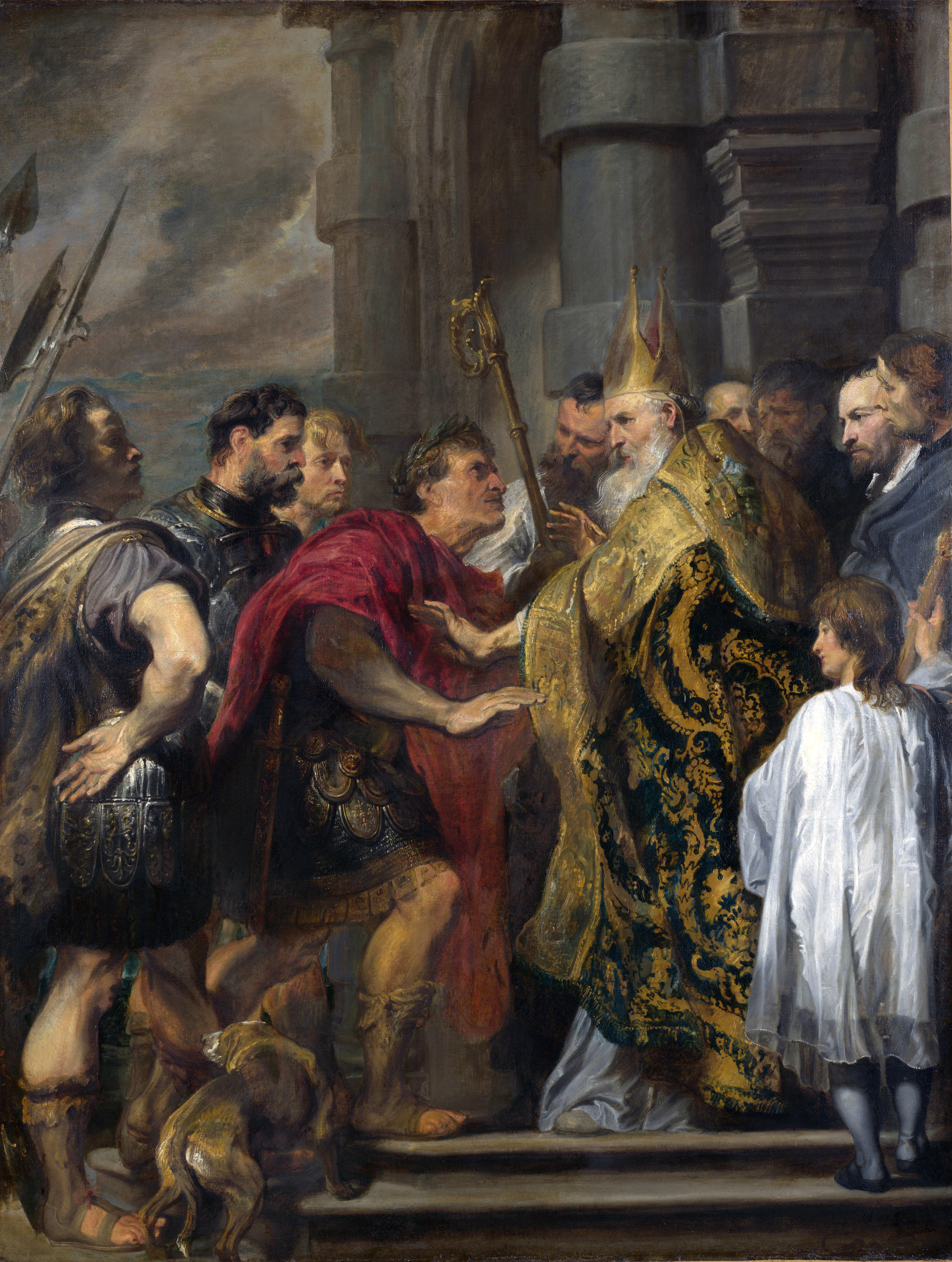
Święty Ambroży i cesarz Teodozjusz (mal. Antoon van Dyck, 1619/1620)

W 388 roku Teodozjusz dowiedział się z raportu komesa orienti, że w Kallinikum, w Mezopotamii, mnisi zachęcili tłum chrześcijan do zniszczenia synagogi i kaplicy należącej do sekty walentynian. Cesarz nakazał biskupowi Kallinikum odbudować synagogę. Biskup Ambroży zareagował bardzo ostro, oświadczając, że nie odprawi mszy świętej w obecności cesarza, jeśli ten nie odwoła rozkazu. Teodozjusz ustąpił.
W 390 roku na rozkaz Teodozjusza doszło do masakry ludności Thessaloniki. Wcześniej cesarz wydał ustawę przewidującą karę śmierci za uprawianie seksu homoseksualnego. Na jej podstawie magister millitum, dowódca oddziałów wojskowych Buteryk kazał aresztować pewnego woźnicę cyrkowego, który jawnie uprawiał seks homoerotyczny. Skończyło się to tumultem i śmiercią Buteryka. Cesarz chciał zniechęcić ludność innych miast do podobnych czynów i nakazał krwawe represje. Biskup Ambroży udzielił mu upomnienia i nalegał aby odwołać rozkaz, na co Teodozjusz się zgodził, ale ta decyzja dotarła do Thessalonik już post factum. Latem 390 cesarz mianował Nikomacha Flawiana, znanego powszechnie poganina, na stanowisko prefekta pretorium. W czerwcu wydał ustawę w sprawie diakonis, która zakazując pełnienia tej funkcji przed 60. rokiem życia (to zgodnie z przepisami kościelnymi), nie zezwalała im na sporządzanie testamentowych legatów na rzecz Kościoła, kleru czy biednych, jeżeli miały własne dzieci. Wskutek sprzeciwu Ambrożego Teodozjusz wysłał dostojnika cesarskiego Rufina, żeby podjął rozmowy z Ambrożym. W sierpniu cesarz wydał ustawę nakazującą dokonywanie egzekucji skazanych dopiero po upływie 30 dni od wyroku i, także w sierpniu, odwołał ustawę o diakonisach. Wyznaczył na następny rok na konsulów pogan, a 2 września podpisał ustawę zakazującą mnichom pobytu w miastach. W końcu jednak zaakceptował warunki Ambrożego i po pokucie został z powrotem przyjęty do grona wiernych. Stało się to w Boże Narodzenie 390 roku.

## Wojna z Eugeniuszem
Kiedy po śmierci Walentyniana II w 392 roku frankijski wódz Arbogast wyniósł do roli pretendenta eksnauczyciela retoryki, zwolennika pogan Eugeniusza, Teodozjusz jeszcze zaostrzył zakazy kultu jakichkolwiek bogów, składania ofiar przed podobiznami bogów, zapalania im świateł, palenia kadzideł, zawieszania wieńców. Uznał badanie wnętrzności zwierząt ofiarnych za zbrodnię obrazy majestatu. Nakazał wszystkie pogańskie miejsca kultu zająć skarbowi państwa. Każde wykroczenie przeciw tym zarządzeniom miało podlegać surowym karom: sędziów, naczelników miast i członków rad miejskich wezwano do wykonania dekretu. Gdy na Wschodzie opublikowano edykt cesarski, senatorowie rzymscy, zachęceni przez Eugeniusza, uroczyście wznowili pogańskie ceremonie. Wtedy Teodozjusz zdecydował się podjąć wyprawę zbrojną przeciwko Arbogastowi i Eugeniuszowi. W 394 roku wyruszył z armią wschodnią w pole przeciw Eugeniuszowi, który obsadził przełęcze Alp Julijskich. W bitwie nad rzeką Frigidus Teodozjusz odniósł zwycięstwo dzięki temu, że nagle z północy nadciągnęła burza. Eugeniusz i Arbogast zginęli. Nikomachus, który otrzymał od uzurpatora prefekturę Italii, zmarł podczas wojny. Jego syn, który był prefektem miasta, szukał schronienia w kościele, uzyskał przebaczenie i przeszedł na chrześcijaństwo. Teodozjusz wjechał do Rzymu jako zwycięzca, okazał łaskę niedobitkom i uczynił pojednawczy gest wobec senatu, któremu przedstawił jako następcę swego młodszego syna, Honoriusza, gdy tymczasem starszy syn, Arkadiusz, już teraz został wyniesiony do rangi współrządcy na Wschodzie.

## Podział cesarstwa

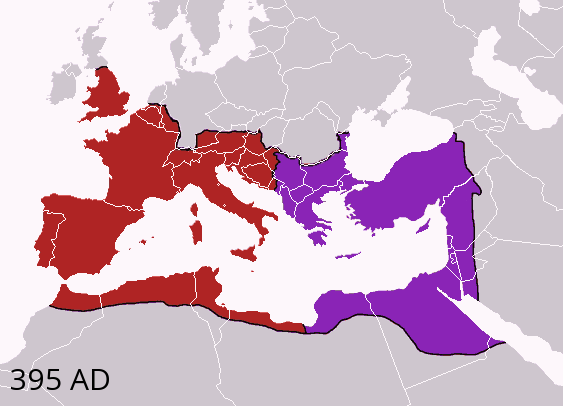
Podział cesarstwa po śmierci Teodozjusza na część zachodnią (kolor czerwony) i wschodnią (kolor fioletowy)

W 395 roku Imperium Romanum podzielił na wschodnie – greckie (przypadło Arkadiuszowi) i zachodnie – łacińsko-romańskie (otrzymał je Honoriusz).